# 夏の家族
『夏の家族』（なつのかぞく、英語 - A Summer Family、フランス語 - FAMILLE D'ETE）は、2010年10月9日公開の日本映画。R-18指定。平成18年度文化庁新人監督支援助成作品。2009年英国ポルトベロ国際映画祭最優秀賞受賞。

## 概要
舞踏家・岩名雅記による『朱霊たち』に続く第2作目となる、モノクロ16mmフィルム長編映画作品。渋谷アップリンクで単館ロードショー。モノクロ映像による愛と狂喜が共鳴する不思議な世界を醸し出しており、ロッテルダム映画祭など欧米8映画祭で公式上映され絶賛された一方、性描写もあるためかシドニー国際映画祭では上映を見送ったとされている。2010年9月28日には映画公開記念舞踏会も開催されている。
キャッチコピーは「静かに狂へ」「"狂気"の窓から眺めた"現実"はかくも美しい」。

## ストーリー
フランス・ノルマンティに住む舞踏家のカミムラは、愛人のユズコと暮らし、夏に来る妻のアキコと娘のマユと共に、4人は穏やかな生活を続けている。ただ、娘のマユだけは声はすれども黒い輪郭のみで姿を視ることはなかった･･･。

## キャスト
- アキコ（妻） - 吉岡由美子
- ユズコ（愛人） - 若松萌野
- カミムラ（舞踏家） - 岩名雅記
- マユ（娘） - 諸星すみれ（声）（劇団ひまわり）

## スタッフ
- 監督・脚本・撮影 - 岩名雅記
- 音楽 - 平石博一
- 編集 - 井関北斗
- 助監督 - 井関北斗、峯崎恭助
- スクリプター - Mildred Rambau
- 特殊メイク - 木村かずひと
- 製作 - 映像舞踏研究所 白踏館（IMBB）
- 配給 - 映像舞踏研究所 白踏館
- 協力 - フランス国オルヌ県レベイヨン村とその住人

## 公式上映
- 第39回ロッテルダム国際映画祭『輝く未来』公式上映
- 第12回ブエノスアイレス国際インディペンデント映画祭上映
- 第3回バンクーバー・ニューアジア国際映画祭公式上映
- 第34回ヨーテボリ（スウェーデン）国際映画祭公式上映

、他